# Haus Schwickering (Dülmen)

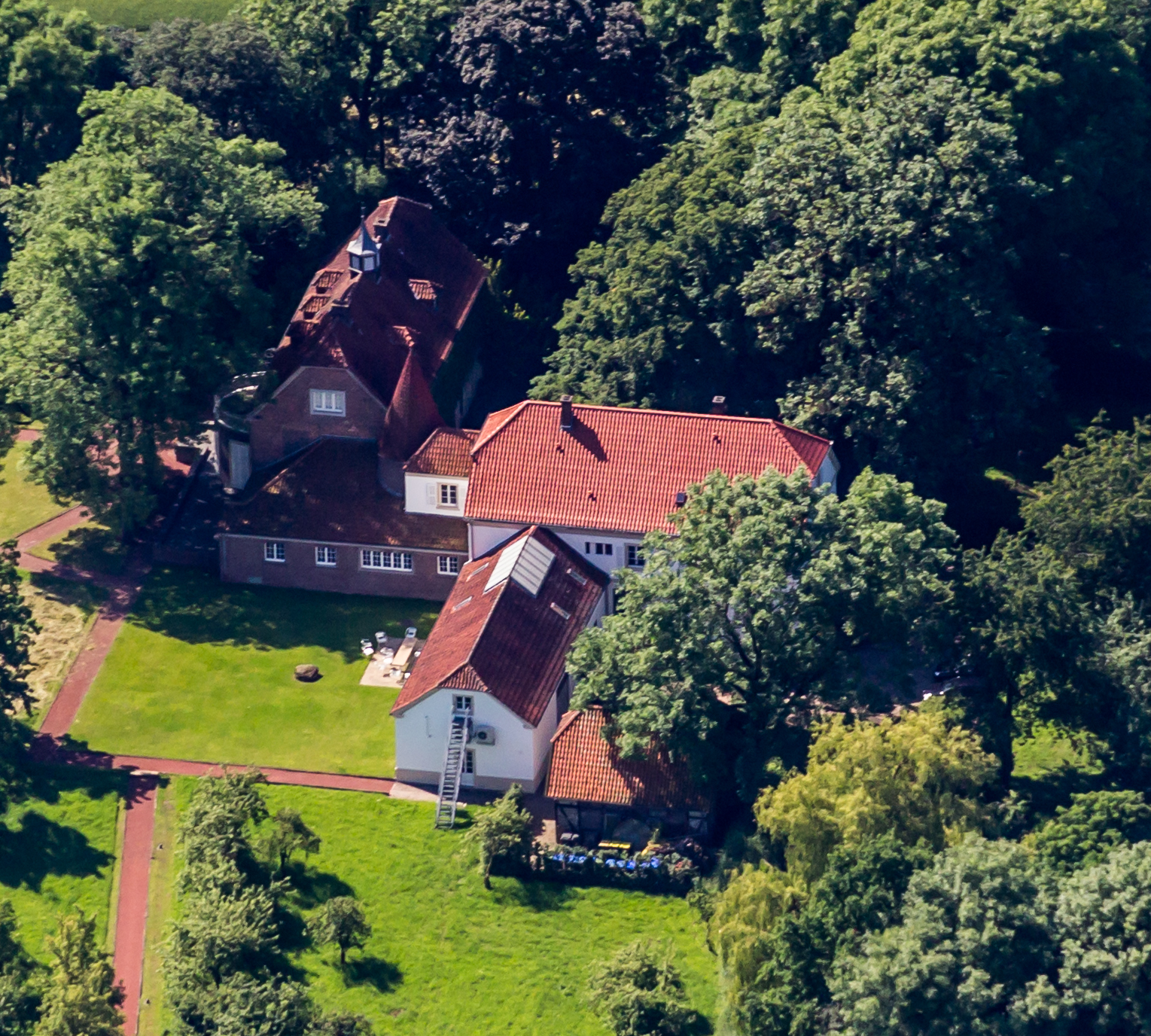
Haus Schwickering mit Anbau

Das denkmalgeschützte Haus Schwickering liegt zwischen  Rorup und Coesfeld-Lette. Es gehört zu Rorup, einem Ortsteil der zwischen Münster und dem Ruhrgebiet liegenden Stadt Dülmen.

## Geschichte
Das Herrenhaus wurde 1359 erstmals urkundlich erwähnt und ursprünglich als Wasserburg gebaut. Es war im Besitz der Familie von Wiedenbrück-Schorlemer, die als Erbauer gilt. Ein Allianzwappen am Haus stellt den Bezug zu der Familie her. 1435 wurden die Herren von Schwicker erstmals erwähnt. Das heutige Backsteingebäude stammt aus dem Jahr 1811, der verputzte Erweiterungsbau aus dem Jahr 1830. Bewohner war zwischen 1816 und 1853 der erste Amtmann des Verwaltungsbezirks Rorup-Lette, Josef von Wiedenbrück. Auch die Familie von Heyden wohnte dort.
Anfang der 1920er Jahre wurde das zwischenzeitlich verfallene Haus durch Emil Fahrenkamp zu einem Sommersitz für einen Industriellen umgebaut.
In den 60er Jahren wurde ein Kinderheim eingerichtet, das auch einige Zeit als Erholungsheim für Ordensschwestern genutzt wurde.
Seit 1973 hat das Architekturbüro Kleihues + Kleihues einen seiner Standorte in Haus Schwickering.